# Kameničky
Obec Kameničky (německy Kamenitschek) se nachází v okrese Chrudim, kraj Pardubický. Žije zde 784 obyvatel. Obec leží v nadmořské výšce 625 m v pramenné oblasti řeky Chrudimky, která je páteřním tokem celého mikroregionu Hlinecko.

## Historie
Středověká osada vznikla na přelomu 13. a 14. století. První písemná zpráva o osídlení pochází z roku 1350 a týká se farního kostela. V roce 1392 je již uváděna jako součást rychmburského panství. O století později nesla osada s rychtou název Rejchlova Kamenice.
Po roce 1753, kdy obec získal Filip Kinský, došlo v tomto kraji k hospodářskému rozkvětu, zakládaly se nové dvorce a ovčíny. Z panského ovčína založeného ve druhé polovině 18. století vznikla osada Ovčín, původně dvorcem byla později osada Filipov, která se utvářela koncem 18. století v souvislosti s těžbou dřeva pro panské železárny a sklárny. V Kameničkách byl na místě starého dřevěného kostela zbudován v letech 1764 až 1766 barokní kostel Nejsvětější Trojice, a to nákladem Filipa Kinského. Nedaleko kostela při silnici je umístěn pomník obětem první světové války od hlineckého rodáka akademického sochaře Karla Lidického. Malebnost obci dodávají také roubené chalupy a usedlosti. Koncem 19. století měla obec přes 1200 obyvatel a 190 obytných stavení.
Obec získala v roce 2001 ocenění Vesnice roku České republiky.
V obci funguje základní a mateřská škola, dům s pečovatelskou službou. Je zde možné ubytování v penzionu a návštěvníci obce mají k dispozici tři pohostinská zařízení a prodejnu potravin. Po rekonstrukci fary vznikla v jejím přízemí Galerie Antonína Slavíčka, kde jsou vystaveny materiály spojené s tímto malířem a občasně i jeho vzácná plátna, zapůjčená od různých institucí, nejčastěji Národní galerie. Zájmovými sdruženími jsou v obci Fotbalový klub Kameničky, Sbor dobrovolných hasičů, Junák a také v neposlední řadě místní Osvětová beseda.

## Části obce
- Kameničky
- Filipov

## Pamětihodnosti
- Kostel Nejsvětější Trojice
- Pomník padlých v první světové válce
- Památkově chráněný dům – Zdražilův statek
- Památkově chráněný dům – Brázdův statek
- Myškův dům
- Kubíčův dům
- Hospoda u Polanských
- Zavřelův dům
- U Vašků
- Přírodní rezervace Volákův kopec
- Do správního území obce zasahuje malá část přírodní památky Louky v Jeníkově.

## Osobnosti
Působil zde nejvýraznější český impresionista malíř Antonín Slavíček. Pobýval v obci v letech 1903–1907. Za jeho působení zde vznikl jeho obraz U nás v Kameničkách, který byl také vystaven v Paříži. S jeho rodinou tu pobýval i malíř Herbert Masaryk. Kameničky byly a jsou vždy spojeny s výtvarným uměním. Žili zde svá léta a tvořili například malíři Josef Dvořák s dcerou Annou Dvořákovou, Karel Wagner a Jaroslav Sodomka. Scházeli se zde a malovali také Gustav Macoun, Baťka Dvořák a další. Kameničky si velmi oblíbil herec a divadelní pedagog Radovan Lukavský, který zde pravidelně uváděl výstavy obrazů. Kameničky proslavil také spisovatel Karel Václav Rais, který sem umístil děj svého románu Západ.

## Galerie

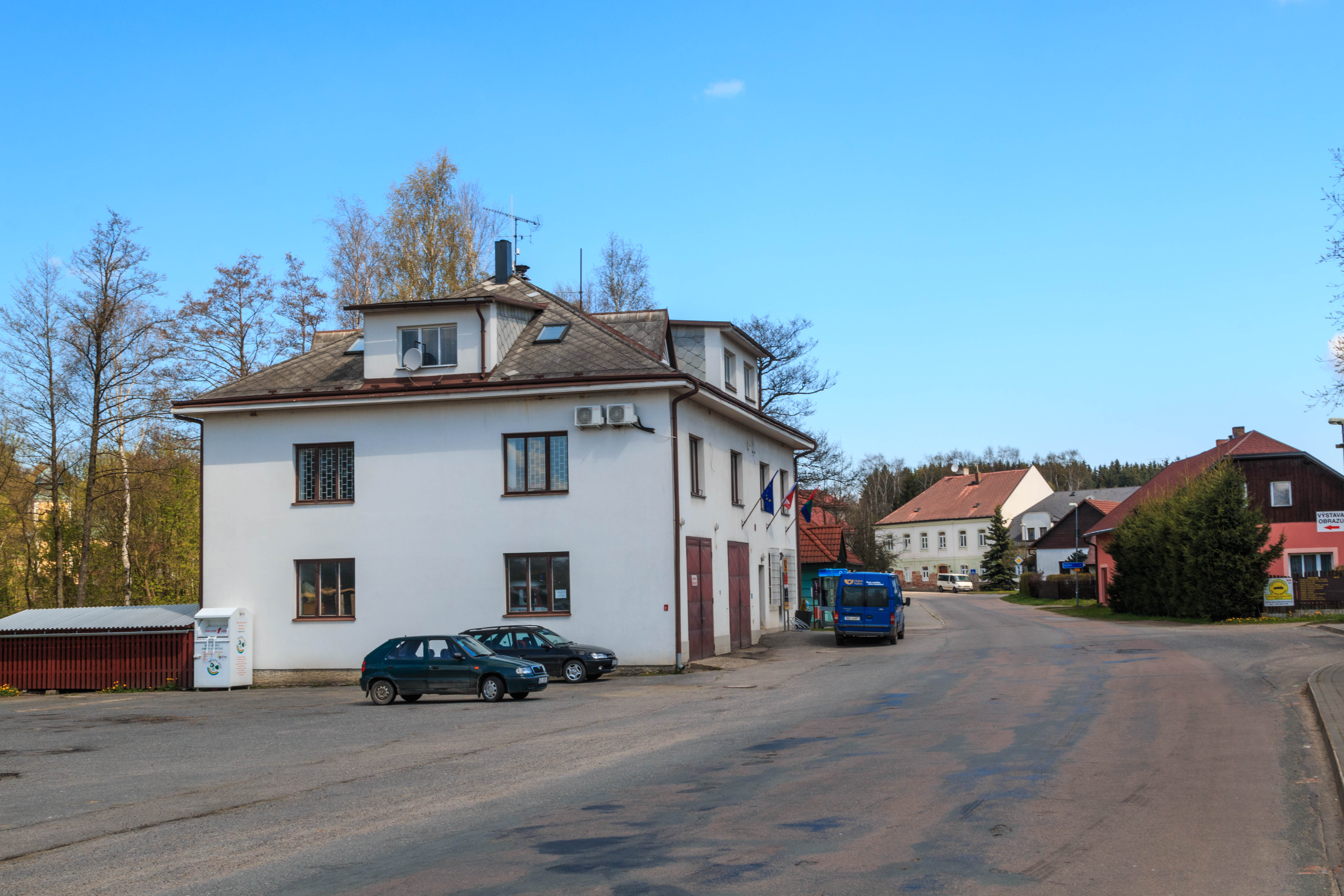
Obecní úřad
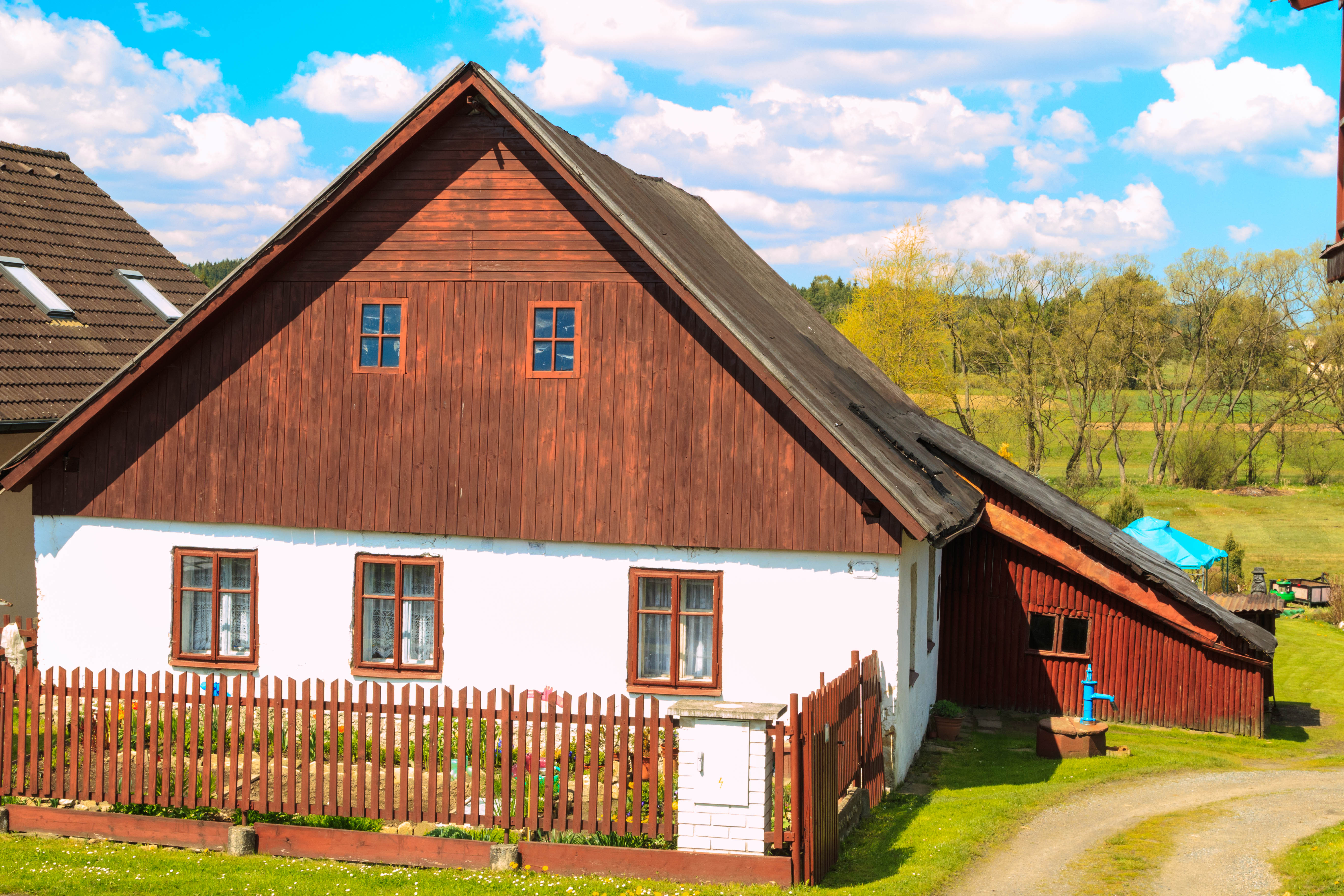
Dům č. 118
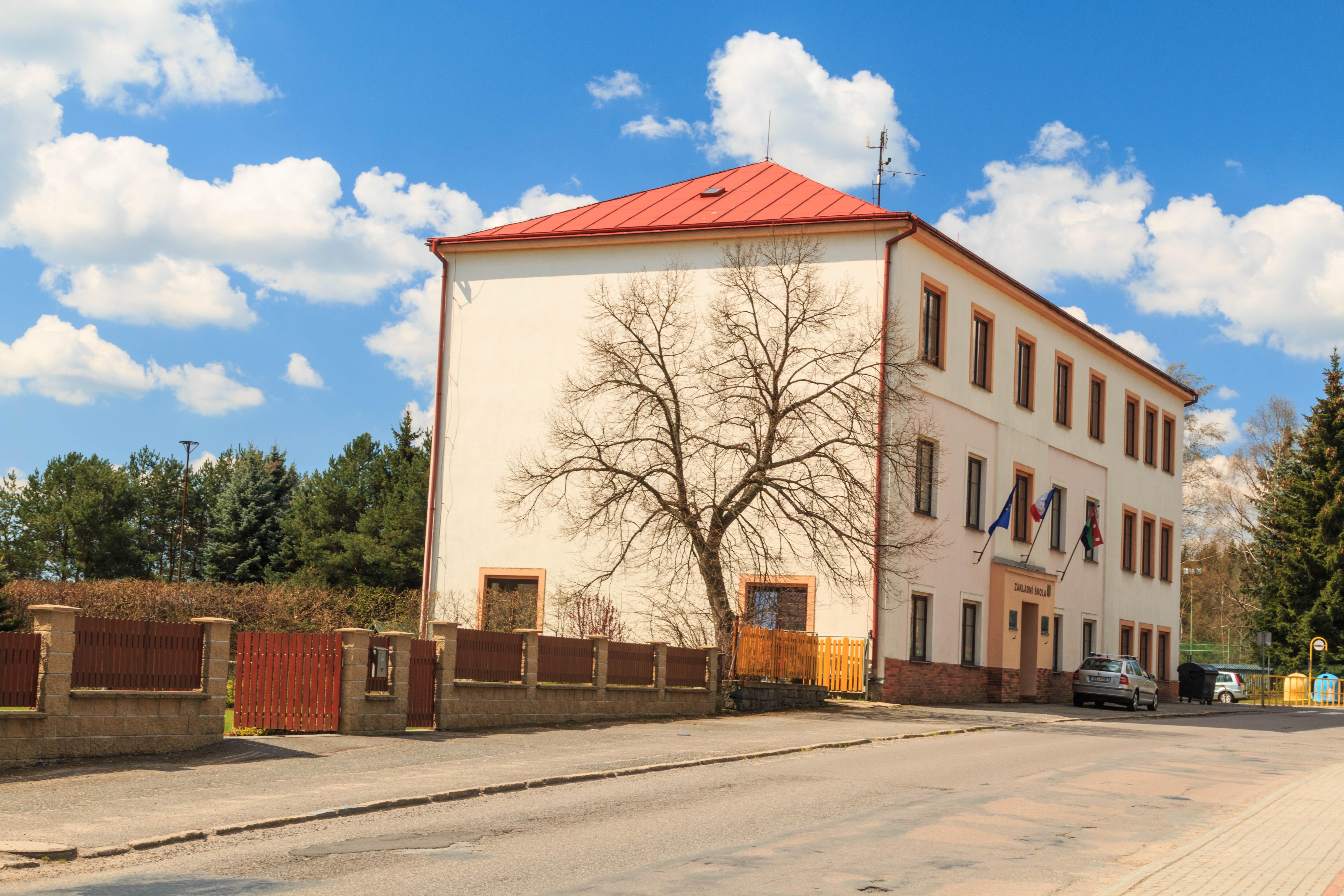
Škola
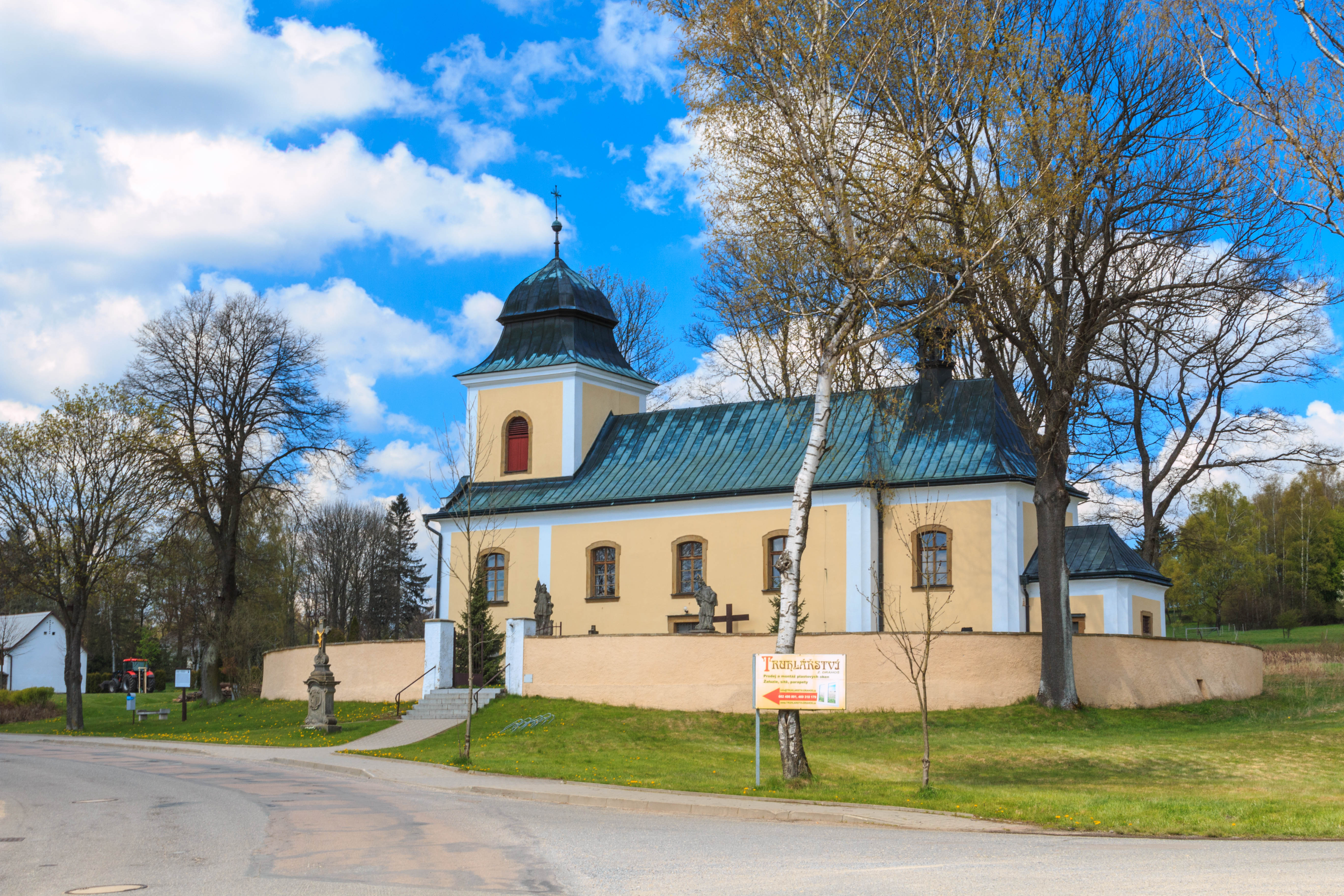
Kostel Nejsvětější Trojice